# Благовещенская городская дума
Благове́щенская городска́я Ду́ма (Благовещенская гордума; гордума Благовещенска) — представительный орган местного самоуправления Благовещенска. Ныне действует VII созыв. Председатель — Попов Степан Вячеславович.

## История
История Думы начинается в 1863 году, когда был подготовлен Проект Правил об образовании в Благовещенске общественного управления. Интерпретаторами проекта были граф Николай Муравьев-Амурский, святитель Иннокентий и Николай Буссе. В ноябре 1922 года, когда в Амурском крае окончательно установилась Советская власть, гордума была упразднена.
Деятельность городской думы восстановлена в 1994 году.
С 2019 года и по сей день действует VII созыв.

## Полномочия думы
Полномочия Благовещенской городской Думы определены статьёй 20 Устава муниципального образования города Благовещенска.
В исключительной компетенции городской Думы находятся:
- Принятие Устава муниципального образования города Благовещенска и внесение в него изменений;
- Утверждение городского бюджета и отчета о его исполнении;
- Установление, изменение и отмена местных налогов и сборов в соответствии с законодательством Российской Федерации о налогах и сборах;
- Принятие планов и программ развития городского округа, утверждение отчетов об их исполнении;
- Определение порядка управления и распоряжения имуществом, находящимся в муниципальной собственности;
- Определение порядка принятия решений о создании, реорганизации и ликвидации муниципальных предприятий и учреждений, а также об установлении тарифов на услуги муниципальных предприятий и учреждений;
- Определение порядка участия муниципального образования в организациях межмуниципального сотрудничества;
- Определение порядка материально-технического и организационного обеспечения деятельности органов местного самоуправления;
- Контроль за исполнением органами местного самоуправления и должностными лицами местного самоуправления полномочий по решению вопросов местного значения;
- Принятие решения об удалении мэра города Благовещенска в отставку.

## Комитеты
- Комитет по бюджету, финансам и налогам;
- Комитет по вопросам экономики, собственности и жилищно-коммунального хозяйства;
- Комитет по местному самоуправлению;
- Комитет по социальным вопросам, вопросам молодежи и детства.

## Структура и порядок формирования
Срок полномочий Думы составляет — 5 лет.
На данный момент дума избирается по мажоритарной системе. 30 депутатов по одномандатным округам.